# Mull (humus)

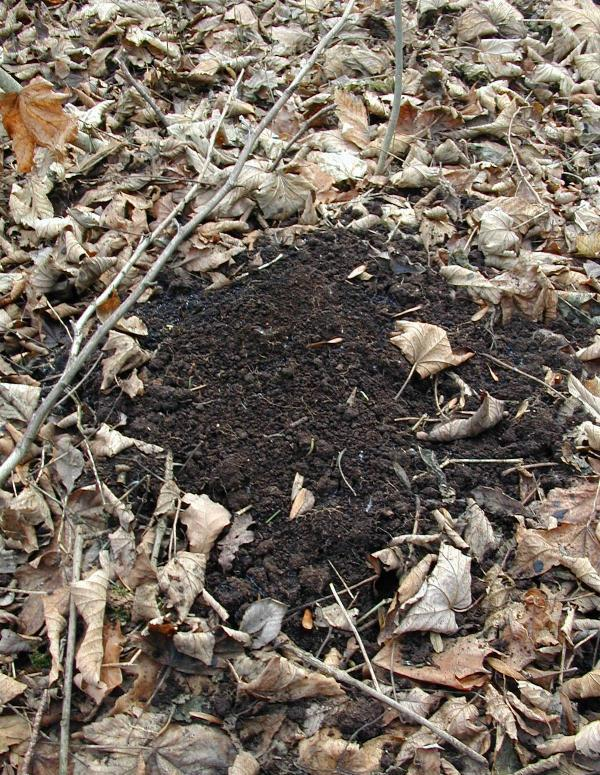
Mull

Mull is een humusvorm die bestaat uit een sterk gemineraliseerde en door bodemfauna innig gemengde, homogene substantie van organische stof en lutum. In de gematigde streken omvat het grotendeels met calcium verzadigde humus. Karakteristiek voor mull is doorgaans een koolstof-stikstofverhouding van 10 en een pH van 5,0–6,5.
Mull komt vooral voor in de eutrofe bodems, zoals in bossen uit de klasse van eiken- en beukenbossen op voedselrijke grond (Querco-Fagetea). Ophoping van organische stof aan het grondoppervlak vindt niet tot nauwelijks plaats. Regenwormen en andere macrofauna spelen een voorname rol in de vorming van mull. 